# Дело о бикрам-йоге
Дело о бикрам-йоге — ряд судебных разбирательств в США, инициированных Бикрамом Чоудхури, считающим, что на созданный им вид йоги распространяется закон об авторском праве, и на основании этого выразившем протест против обучения этому комплексу упражнений без его разрешения.

## Предыстория
Бикрам-йога — разработанная Бикрамом Чоудхури методика упражнений, по сути представляющий из себя особую последовательность 26 асан, выполняемых в помещении с высокой температурой. Первая студия была открыта ещё в 1973 г., и бикрам-йога довольно быстро стала популярной. Чоудхури всячески способствовал распространению этой системы — в 2002 г. была зарегистрирована торговая марка «бикрам-йога», по франшизе которой начали открываться студии, возглавляемых учениками Чоудхури. При этом Чоудхури настаивал на том, чтобы преподавание в этих студиях велось по установленному им образцу, а преподаватели проходили специальные курсы. С 2002 г. Чоудхури через своих адвокатов массово рассылает письма студиям, которые организуют занятия бикрам-йогой без разрешения её создателя, с требованием либо прекратить свою деятельность, либо начать выплачивать определённый процент от прибыли. Как ответ на нападки Чоудхури в 2005 г. было создано Общество за свободное распространение йоги (Open Source Yoga Unity).

## Бикрам-йоги против Yoga to the People
В 2011 г. коллегой Чоудхури, Грегори Гумучио была открыта студия Yoga to the People, основной миссией которой провозглашалось распространение йоги, делание её доступной для широких масс населения. Занятия в студии проводились за взнос, размер которого определялся самим посетителем. Наряду с прочими студией был организован и класс по «традиционной горячей йоге». Студией Бикрам-йога был подан иск против студии Yoga to the People, в которой истец настаивал на прекращении деятельности класса по горячей йоге на основании нарушения последними авторского права и требовал возмещения понесённого ущерба, оценённого им в 1 миллион долларов.
Грегори Гумучио счёл иск нелепым, заявив, что по его мнению «йога должна принадлежать всем людям, а не находиться в руках немногих».
В 2011 г. Бикрам-йога также инициировала процесс против компании Evolation Yoga, которая проводила занятия по бикрам-йоге без разрешения Чоудхури.

## Итоги
При рассмотрения иска Чоудхури перед судом стояла задача решить в том числе и вопрос о том, может ли быть защита комплекса йоги отнесена к защите хореографических работ. В июне 2012 г. Бюро по авторским правам США было издано разъяснение о том, что последовательность поз не может быть защищена авторским правом.
В 2015 г. Девятый окружной апелляционный суд подтвердил решение суда низшей инстанции о том, что комплекс упражнений бикрам-йоги не является объектом авторского права, несмотря на то, что под защитой авторского права находится книга Чоудхури, в которой он этот комплекс впервые описывает.
Судебные разбирательства, инициированные Бикрамом Чоудхури, вызвали широкий резонанс в профессиональном сообществе, опасающемся возникновения прецедента защиты авторского комплекса йоги.